# Eli Fischer-Jørgensen
Eli Fischer-Jørgensen (11. februar 1911 i Nakskov – 27. februar 2010) var professor i lingvistik ved Københavns Universitet og var medlem af modstandsbevægelsen under Danmarks besættelse.
Som forsker i fonetik var hun en vigtig bidragsyder til den eksperimentelle fonetik. Derudover havde hun betydning for Louis Hjelmslevs sprogteori. Hendes bog Trends in Phonological Theory fra 1975 fik international betydning indenfor fonologiens historie.
Hendes forældre var sparekassedirektør Kai Fischer-Jørgensen (1877-1959) og Emmy Daisy Smyth Hansen (1882-1975).

## Uddannelse
Eli Fischer-Jørgensen blev nysproglig student fra Svendborg Gymnasium i 1929. Hun studerede tysk og fransk på Københavns Universitet hvor hun blev kandidat i 1936. Derefter var hun på studieophold i Tyskland og Frankrig indtil 1939, hvor hun blev ansat som undervisningsassistent ved Københavns Universitet, senere lektor og amanuensis. Hun boede på Kvinderegensen fra 1933 til sin afsluttende eksamen som cand.mag. i 1936. Opholdet fik stor betydning for hende og førte til livslange venskaber. Hun var medlem af kollegianernes selvstyre[kilde mangler] og senere i mange år af eforatet, i perioden 1957-74 som formand.

## Anden verdenskrig
Under besættelsen bistod hun professor Carsten Høeg med at opbygge interneringskartoteket over stikkere, landssvigere og kollaboratører, der skulle interneres ved Danmarks befrielse. Hun udgav sammen med Jens Ege en bog om begivenhederne i 2005.

## Karriere
Ved slutningen af 1966 blev Københavns Universitets Institut for lingvistik og fonetik opdelt i to og Institut for fonetik oprettet med Fischer-Jørgensen som leder. Hun blev ekstraordinær professor i fonetik og var det indtil 1981.

## Udvalg og anerkendelser
Fischer-Jørgensen blev det første kvindelige danske medlem af Videnskabernes Selskab i 1969. Det første kvindelige medlem var Marie Skłodowska-Curie, som var udenlandsk medlem fra 1920. Hun blev også optaget i Vetenskapssocieteten i Lund, The British Academy fra 1995 og var æresmedlem af Linguistic Society of America samt æresdoktor ved Lunds Universitet og Århus Universitet 1978, Københavns Universitet 1993 og Bayreuth Universitet 2001.
Hun var formand for Lingvistkredsen i 1968-1972, medlem af Statens Humanistiske Forskningsråd 1968-1974, repræsentant i konsistoriet ved Københavns Universitet 1970-1972. Derudover har hun været redaktør på Acta Linguistica Hafniensia og arrangerede den 9. internationale kongress for fonetik i København 1979. Hun modtog Tagea Brandts Rejselegat i 1959.